# میریستین
میریستین (به انگلیسی: Myricetin) با فرمول شیمیایی C۱۵H۱۰O۸ یک ترکیب شیمیایی با شناسه پاب‌کم ۵۲۸۱۶۷۲ است؛ که جرم مولی آن ۳۱۸٫۲۳۵۱ g/mol می‌باشد. میریستین جزو فلاونوئیدها می‌باشد. میریستین پلی فنولی با خاصیت آنتی اکسیدانی می‌باشد که تحت شرایط ویژه‌ای خاصیت پرواکسیدانی هم می‌تواند داشته باشد. هرچند میریستین علاوه بر اثرات مفید در بیماری‌های قلبی عروقی و دیابت ملیتوس، به عنوان یک مادهٔ ضد سرطان قوی شناخته شده است، در آزمایش‌هایی که بر پایهٔ تست ایمز انجام گردیده اثرات جهش‌زایی از خود نشان داده است.